# Інститут судової психіатрії Міністерства охорони здоров’я України
Державна установа "Інститут судової психіатрії Міністерства охорони здоров'я України" є науково-дослідною установою, державною спеціалізованою установою судово-психіатричної експертизи Міністерства охорони здоров’я України, заснованою на державній власності, що належить до сфери управління Міністерства охорони здоров’я України.
Інститут судової психіатрії відіграє важливу роль у правовій системі України, координуючи діяльність обласних філій судових експертиз та забезпечуючи проведення об'єктивної та компетентної судово-психіатричної, судово-психологічної та комплексної експертизи як в кримінальних, так і в цивільних процесах, а також надаючи спеціалізовану медичну допомогу особам, в тому числі за рішенням суду. Судова психіатрія є невіддільною частиною правової системи, що спрямована на оцінку психічного стану особи та виявлення його впливу на вчинення правопорушень. Використовуючи різні методи та техніки, фахівці з судової психіатрії допомагають судам приймати обґрунтовані рішення щодо підсудних, забезпечуючи справедливість та безпеку суспільства.
Крім того, Інститут активно займається науково-дослідною роботою у сфері судової та дитячої психіатрії, спрямованою на вдосконалення методів та технік експертизи, розроблення нових підходів до діагностики та лікування психічних розладів, а також здійснює підготовку та підвищення кваліфікації фахівців у галузі психіатрії, що сприяє підвищенню рівня професіоналізму та ефективності роботи.
До організаційної структури Інституту входить центр судових експертиз, 21 обласна філія судових експертиз, спеціальні заклади з надання психіатричної допомоги, наукові та інші структурні підрозділи.

##### Історія Інституту судової психіатрії
Інститут було засновано у 1984 році як українську філію Всесоюзного науково-дослідного інституту загальної та судової психіатрії імені В.П. Сербського (наказ Міністерства охорони здоров’я CPCP від 16.05.1984 № 548).
За час існування Інституту змінювалася його назва:
- Київський НДІ загальної та судової психіатрії МОЗ України (наказ Міністерства охорони здоров’я України від 11.11.1991 № 160);
- Український науково-дослідний інститут соціальної та судової психіатрії (наказ Міністерства охорони здоров’я України від 12.12.1995 № 231);
- Український науково-дослідний інститут соціальної і судової психіатрії та наркології МОЗ України (наказ Міністерства охорони здоров’я України від 01.03.2000 № 40);
- Державна установа «Науково-дослідний Інститут психіатрії Міністерства охорони здоров’я України» (наказ Міністерства охорони здоров’я України від 07.08.2018 № 1462);
- Державна установа «Інститут психіатрії, судово-психіатричної експертизи та моніторингу наркотиків Міністерства охорони здоров’я України» (наказ Міністерства охорони здоров’я України від 27.09.2021 № 2065);
- Державна установа «Інститут судової психіатрії Міністерства охорони здоров’я України» (наказ Міністерства охорони здоров’я України від 08.09.2023 № 1601).

Інститут є правонаступником таких закладів та установ:
- державної установи «Центр психічного здоров’я і моніторингу наркотиків та алкоголю Міністерства охорони здоров’я України»;
- державної установи «Український науково-практичний медичний центр неврології та реабілітації Міністерства охорони здоров’я України»;
- державного закладу «Український спеціалізований диспансер радіаційного захисту населення Міністерства охорони здоров’я України»;
- державного закладу «Спеціалізована медико-санітарна частина № 14 Міністерства охорони здоров’я України».

##### Основні завдання Інституту
- проведення судово-психіатричних, судово-психологічних, комплексних судових експертиз;
- надання психіатричної допомоги особам з психічними розладами шляхом застосування примусових заходів медичного характеру, реабілітаційної допомоги при застосуванні примусових заходів медичного характеру;
- надання соціальних послуг особам з психічними розладами, до яких застосовано примусові заходи медичного характеру, і моніторинг стану дотримання прав людини при застосуванні примусових заходів медичного характеру;
- проведення наукової експертизи та забезпечення наукового обґрунтування пріоритетних напрямів розвитку науки, наукових програм і проєктів, визначення напрямів наукової діяльності, аналізу й оцінки ефективності використання наукового потенціалу та результатів досліджень;
- науково-методичне та організаційно-управлінське забезпечення судово-психіатричної та судово-психологічної експертної діяльності;
- провадження наукової, науково-педагогічної та практичної діяльності у сфері судово-психіатричної та судово-психологічної експертизи, застосування примусових заходів медичного характеру;
- наукові дослідження і розробки високоефективних медичних технологій, методів діагностики, лікування, реабілітації та профілактики психічних та поведінкових розладів;
- провадження освітньої діяльності у сфері вищої освіти на третьому освітньо-науковому рівні, підготовка науково-педагогічних і наукових кадрів вищої кваліфікації за спеціальностями «Медицина», «Медична психологія», «Педіатрія» шляхом навчання в аспірантурі та докторантурі;
- провадження освітньої діяльності у сфері післядипломної освіти фахівців, які беруть участь у наданні психіатричної та психологічної допомоги, шляхом проведення циклів спеціалізації та тематичного удосконалення;
- організація та проведення заходів безперервного професійного розвитку фахівців, які беруть участь у наданні психіатричної та психологічної допомоги;
- післядипломне навчання судових експертів з правом проведення судово-психіатричних експертиз, судово-психологічних експертиз.

Інститут у своїй діяльності керується Конституцією України, законами України, актами Президента України, Кабінету Міністрів України, іншими нормативно-правовими актами, а також наказами Уповноваженого органу управління і Статутом, що затверджується Уповноваженим органом управління.